# Петрова (Брянская область)
Петрова (Петрово) — село в Карачевском районе Брянской области, в составе Бошинского сельского поселения. 
 Расположено в 3 км к северу от деревни Алексеева, в 16 км к югу от города Карачева. Население — 16 человек (2010).

## История
Упоминается с XVII века как деревня Петрова Слободка в составе Подгородного стана Карачевского уезда. В XVIII—XIX вв. — владение Паниных, Сафоновых, Мильшиных, позднее Киреевских, Шепелевых и других помещиков. Приход храма Параскевы Пятницы упоминается с начала XVIII века; в 1818—1820 на средства Паниных был построен каменный храм Иерусалимской иконы Божьей Матери (находился близ деревни Кривошеиной; не сохранился), по которому село также именовалось Иерусалимским.
До 1929 года входило в Карачевский уезд (с 1861 до 1924 — в составе Бошинской волости, с 1924 в Вельяминовской волости). В 1899 году была открыта церковно-приходская школа.
С 1929 в Карачевском районе; до 2005 года входило в Петровский сельсовет (до 1980-х гг. являлось его центром).
В первой половине XX века подразделялось на два отдельных населённых пункта: Петрово 1-е и 2-е (к югу от 1-го).

## Население
| Годы      | 1866 | 1887 | 1926 | 1979 | 1989 | 2002 | 2010 |
| --------- | ---- | ---- | ---- | ---- | ---- | ---- | ---- |
| Население | 316  | 448  | 244  | 86   | 33   | 18   | 16   |